# Gradäng

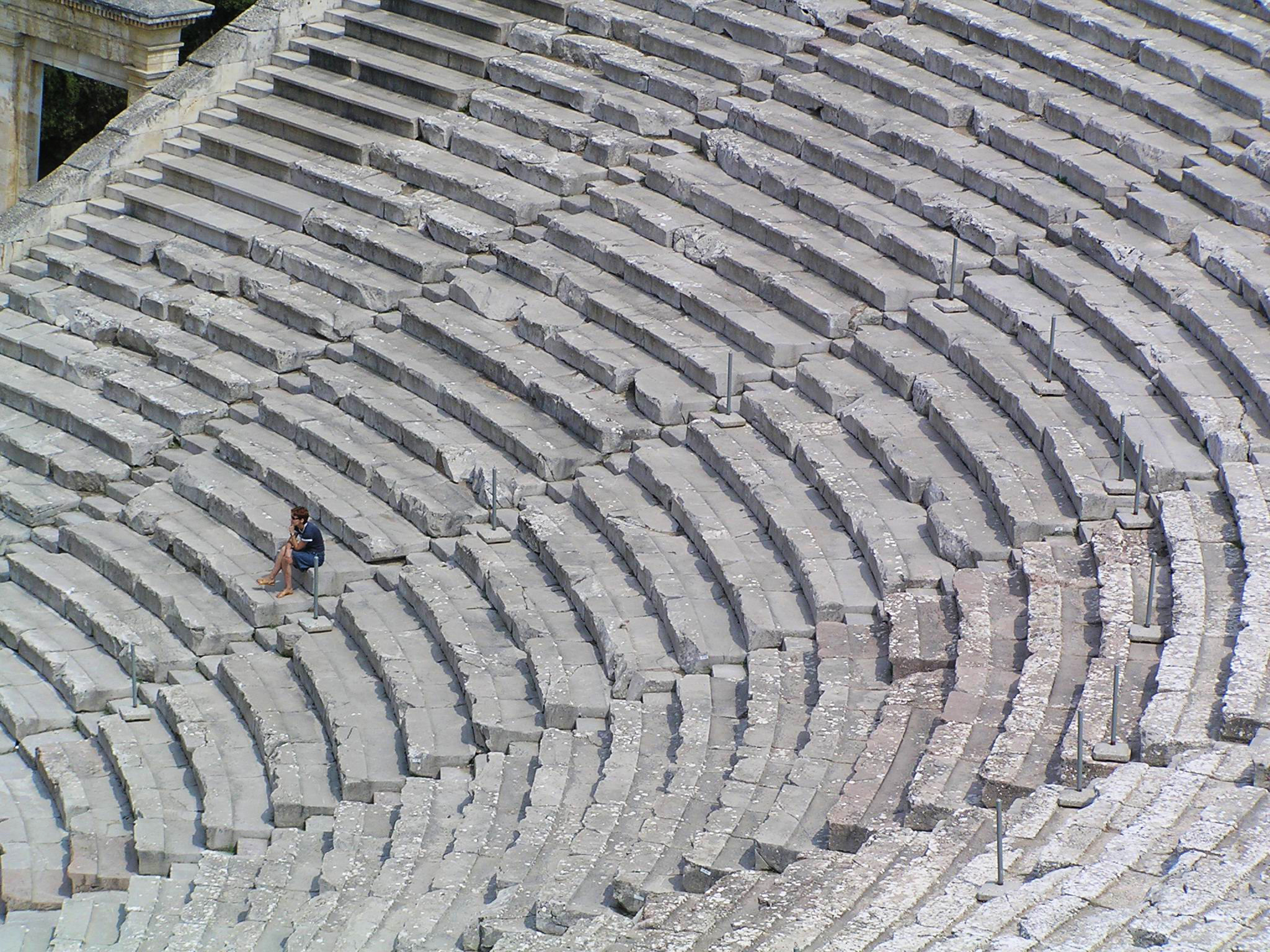
Gradäng på den antika grekiska teatern i Epidauros.

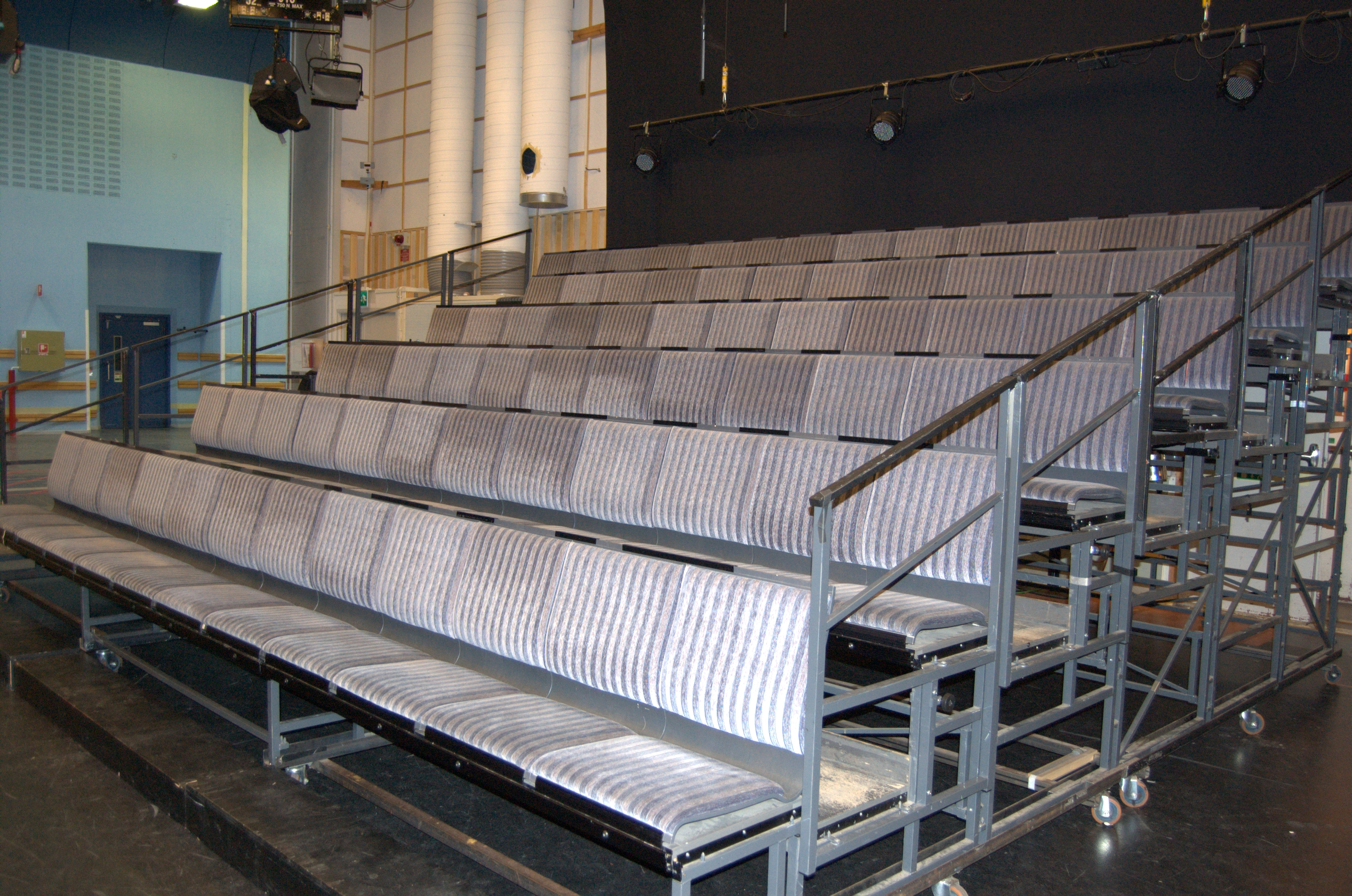
Gradängen där publiken sitter vid inspelningen av TV-programmet Parlamentet som sänds i TV4, men som spelas in i Sveriges Televisions lokaler i Stockholm.

En gradäng (ibland även stavat gradin) är en trappstegsformad avsats, som bildar ståplats eller underlag för sittplats, vilken förekommer på teatrar, konserthus och åskådarläktare vid idrottsplatser.